# المنارة (فلم 2004)
المنارة فيلم جزائري إخراج بلقاسم حجاج، صدر سنة 2004.

## القصة
ثلاثة أصدقاء شباب : أسماء، طالبة؛ فوزي، صحفي، ورمضان، طبيب، يشهدان صداقتهما الرومانسية وهي تتحطم خلال العشرية السوداء في الجزائر . بينما يدافع فوزي وأسماء بحماسة عن الديمقراطية، يلجأ رمضان إلى الأصولية الدينية. كما يتناول الفيلم طقوس عيد منارة شرشال التي أدانها الأصوليون.
تفاصيل الفيلم
- عنوان : المنارة
- انجاز : بلقاسم حجاج
- النصي : سليم عيسى
- إنتاج : Machaho Production
- البلد الأصلي : الجزائر
- لسان : عربي جزائري
- نوع الفيلم: دراما
- مدة : 90 دقيقة (1h30)
- تواريخ الإصدار : 2004 (الجزائر)

## الأدوار
- سامية مزيان : علاقة ملابس
- طارق حاج عبد الحفيظ : رمضان
- خالد بن عيسى : فوزي
- ناصر شنوف : ياسين
- صوفيا نواصر : بشرى
- فاروق بوطاجين : الإرهابي

## اجع
1. ↑  Manara El Manara de Yamina Bachir-Chouikh par Olivier Barlet sur le site d'أفريكولتوريس. نسخة محفوظة 2014-11-29 على موقع واي باك مشين.